# Hirtella vesiculosa
Hirtella vesiculosa är en tvåhjärtbladig växtart som beskrevs av Karl Suessenguth. Hirtella vesiculosa ingår i släktet Hirtella och familjen Chrysobalanaceae. Inga underarter finns listade i Catalogue of Life.